# Jean-Marie Loyer
Pour les articles homonymes, voir Loyer.
Jean-Marie Loyer est un homme politique français né le 7 août 1802 à Duault (Côtes-du-Nord) et mort le 24 juillet 1872 à Rostrenen (Côtes-du-Nord).

## Biographie
Notaire, maire de Glomel de 1830 à 1834, conseiller général de 1834 à 1848, il est député des Côtes-du-Nord de 1848 à 1849, siégeant comme indépendant.

## Sources
- « Jean-Marie Loyer », dans Adolphe Robert et Gaston Cougny, Dictionnaire des parlementaires français, Edgar Bourloton, 1889-1891 [détail de l’édition]